# Karantanie

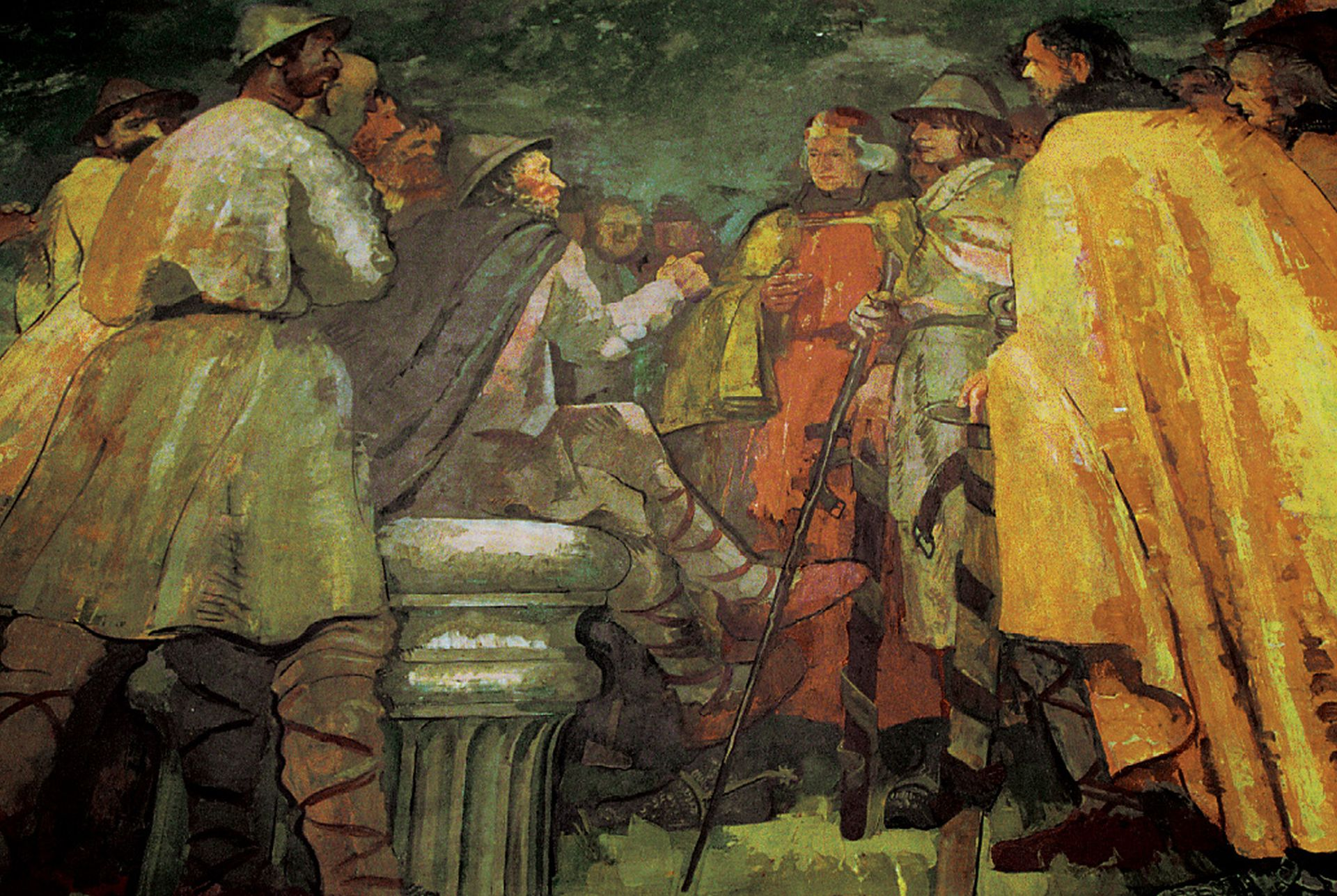
Książę Karantanów siedzący na Kamieniu Książęcym

Karantanie (Karyntianie, Chorutanie, Chorątanie, łac. Carantani/Quarantani) – plemię słowiańskie zamieszkujące od VI/VII wieku Karyntię. Zwani również Słowianami alpejskimi. Stworzyli własne państwo, Karantanię. Od VIII wieku w źródłach występuje nazwa Carantani na określenie mieszkańców Karyntii.
Według Nestora z Kijowa Chorutanie byli protoplastami Lachów. Nestor opisuje w swojej Powieści minionych lat z 1113 roku w części drugiej „O narodach słowiańskich”, jak to we wczesnym średniowieczu Biali Chorwaci, Serbowie i Chorutanie (zapewne chodzi tu o część tych plemion, a nie całość) w wyniku najazdu Włochów przenieśli się ze swoich naddunajskich terenów i osiedli nad Wisłą przezwawszy się Lachami, a ci następnie przezwali się Polanami, Lucicami, Mazowszanami, Pomorzanami.
Kronika Fredegara podaje, że za czasów panowania Dagoberta (628–658) Chorątanie oraz część pewnie i innych plemion słowiańskich tworzyli księstwo kraińskie (w źródłach niemieckich marchia windyjska) pod władztwem Waluka (u Fredegara Wallucum ducem Winedorum – Jooseppi Julius Mikkola uważał, że to nie imię a zniekształcony słowiański tytuł władyka; łacińskie Valduco od prasłowiańskiego *voldyka ← *voldo/*voldy od germańskiego *waldan, z analogią w litewskim veldeti „dziedziczyć”) będącego w przymierzu lub przynależącego do Państwa Samona.
Historię Karantan opisuje także kronika Conversio Bagoariorum et Carantanorum „O nawróceniu Bawarów i Karyntyjczyków”
Za współczesnych potomków Chorątan można uważać Słoweńców.